# Tristin Walley
Tristin Walley (Richton, 24 febbraio 1996) è un cestista statunitense.